# Championnats arabes juniors d'athlétisme 2014
Navigation
Édition précédente Édition suivante
Les Championnats arabes juniors d'athlétisme 2014 se sont déroulés au Caire en Égypte.
Le Bahreïn a devancé  l'Égypte pour les compétitions masculines avec 7 titres contre 5 , mais cette dernière a largement dominé les compétitions féminines avec 12 titres contre 7 pour le Bahreïn ce qui lui permet de remporter les championnats.

## Résultats

### Hommes
| Event                     | Or                                        | Or             | Argent                         | Argent         | Bronze                                 | Bronze         |
| ------------------------- | ----------------------------------------- | -------------- | ------------------------------ | -------------- | -------------------------------------- | -------------- |
| 100 mètres                | Meshaal Khalifa Koweït                    | 10 s 61        | Mahmoud Hammoudi Algérie       | 10 s 62        | Sayed Khalfan Oman                     | 10 s 96        |
| 200 mètres                | Abbas Abubacar Bahreïn                    | 21 s 56        | Mahmoud Hammoudi Algérie       | 21 s 77        | Meshaal Khalifa Koweït                 | 21 s 82        |
| 400 mètres                | Ali Khamis Abbas Bahreïn                  | 46 s 15        | Abbas Abubacar Bahreïn         | 46 s 42        | Mohamed Mustafa Kamel Égypte           | 48 s 28        |
| 800 mètres                | Ali Abdi Bahreïn                          | 1 min 50 s 57  | Fathi Ahmad Adam Soudan        | 1 min 50 s 63  | Mustafa Atouan Iraq                    | 1 min 50 s 90  |
| 1 500 mètres              | Muhieddine Abdi Djibouti                  | 3 min 54 s 89  | Youssef Boulekdam Algérie      | 3 min 57 s 83  | Abdelhak Assaadi Algérie               | 3 min 58 s 21  |
| 5 000 mètres              | Ramadhan Fawzi Mohamed Djibouti           | 14 min 29 s 61 | Abdi Ibrahim Bahreïn           | 14 min 29 s 84 | Derara Disalaven Bahreïn               | 14 min 31 s 77 |
| 10 000 mètres             | Abdi Ibrahim Abdou Bahreïn                | 29 min 54 s 32 | Adan Arbah Djibouti            | 30 min 45 s 48 | Mustafa Shaghmim Égypte                | 31 min 41 s 52 |
| 3000 mètres steeple       | Evans Royo Bahreïn                        | 8 min 54 s 09  | Ali Saoudi Algérie             | 9 min 24 s 00  | Saddam Hussein Mohamed Yemen           | 9 min 32 s 08  |
| 110 mètres haies          | Mahdi Abdallah Al-Othmani Arabie saoudite | 15 s 11        | Omar Tarik Salaheddine Égypte  | 15 s 17        | Ahmed Ali Iraq                         | 15 s 41        |
| 400 mètres haies          | Ali Khamis Abbas Bahreïn                  | 51 s 42        | Sid Ali Khadim Algérie         | 52 s 91        | Idriss Adel Essefifani Arabie saoudite | 53 s 23        |
| Saut en hauteur           | Ali Alouan Hassan Iraq                    | 1,99 m         | Mohamed Yasser Mohamed Égypte  | 1,99 m         | Rashed Khamis Mubarak Bahreïn          | 1,99 m         |
| Saut à la perche          | Hussein Assim Al-Hazzam Arabie saoudite   | 5,32 m         | Ali Mohsen Iraq                | 4,60 m         | Abderrahmane Hamdy Ibrahim Égypte      | 4,30 m         |
| Saut en longueur          | Mustafa Mohamed Ezzouri Arabie saoudite   | 7,30 m         | Mohamed Tarik Essayed Égypte   | 7,05 m         | Mubarak Adel Guemir Koweït             | 7,02 m         |
| Triple saut               | Khalid Sayed Essebiî Koweït               | 15,31 m        | Bassem Mohamed Yahia Égypte    | 14,41 m        | Shaker Mahmoud Iraq                    | 14,35 m        |
| Lancer du poids (6 kg)    | Mustafa Amrou Ahmed Égypte                | 21,79 m        | Ahmed Sharif Adel Égypte       | 19,63 m        | Mustafa Kadhim Daher Iraq              | 16,68 m        |
| lancer du disque (1,7 kg) | Mustafa Kadhem Iraq                       | 59,52 m        | Ahmed Sharif Adel Égypte       | 55,45 m        | Youssef Mohamed Farouk Égypte          | 52,66m         |
| Lancer du marteau (6 kg)  | Ahmed Tariq Ismail Égypte                 | 71,02 m        | Hussein Thamer Abdelwahed Iraq | 61,76 m        | Karim Sobhi Abdelkarim Égypte          | 61,61 m        |
| Lancer du javelot (800 g) | Majed Muhsen Albadri Égypte               | 69,44 m        | Muhieddine El-Taghdi Libye     | 66,87 m        | Ali Aissa Abdelghani Arabie saoudite   | 66,19 m        |
| Décathlon                 | Mustafa Mohamed Ramadhan Égypte           | 6747 pts       | Ahmed Badiaa Ahmed Égypte      | 5582 pts       | Moâtaz Iskandar Oman                   | 5557 pts       |
| 10 km marche              | Islam Abdel-Tawwab Égypte                 | 43 min 19 s 91 | Mahmoud Majd Mahmoud Égypte    | 44 min 12 s 65 | Abdessamiaâ Saïdani Algérie            | 44 min 28 s 95 |
| Relais 4 × 100 mètres     | Oman                                      | 41 s 5         | Arabie saoudite                | 41 s 6         | Égypte                                 | 42 s 1         |
| Relais 4×400 mètres       | Bahreïn                                   | 3 min 15 s 05  | Soudan                         | 3 min 16 s 17  | Égypte                                 | 3 min 18 s 29  |

### Dames
| Event                     | Or                                 | Or             | Argent                          | Argent         | Bronze                      | Bronze         |
| ------------------------- | ---------------------------------- | -------------- | ------------------------------- | -------------- | --------------------------- | -------------- |
| 100 mètres                | Basant Mohamed Awad Égypte         | 12 s 13        | Hajar Saad Al-Amri Bahreïn      | 12 s 37        | Echrak Rahmouni Algérie     | 12 s 44        |
| 200 mètres                | Salwa Eid Naser Bahreïn            | 24 s 61        | Basant Mohamed Awad Égypte      | 25 s 21        | Hajar Saad Al-Amri Bahreïn  | 25 s 52        |
| 400 mètres                | Salwa Eid Naser Bahreïn            | 55 s 72        | Dahiah Haddar Algérie           | 56 s 30        | Azza Ahmed Essayed Égypte   | 1 min 01 s 48  |
| 800 mètres                | Makonine Dissa Djissa Bahreïn      | 2 min 10 s 66  | Ribitu Bouatiou Idao Bahreïn    | 2 min 11 s 67  | Sabrina Hassine Algérie     | 2 min 15 s 00  |
| 1 500 mètres              | Makonine Dissa Djissa Bahreïn      | 4 min 21 s 54  | Ribitu Bouatiou Idao Bahreïn    | 4 min 22 s 44  | Sabrina Hassine Algérie     | 4 min 27 s 30  |
| 3 000 mètres              | Ruth Jebet Bahreïn                 | 9 min 24 s 40  | Jamila Kadou Bahreïn            | 9 min 54 s 11  | Zainab Hashem Iraq          | 11 min 20 s 57 |
| 5 000 mètres              | Fatouma Jouarou Bahreïn            | 16 min 51 s 00 | Shouba Aman Bahreïn             | 16 min 51 s 50 | Zainab Hashem Iraq          | 19 min 46 s 59 |
| 3000 mètres steeple       | Ruth Jebet Bahreïn                 | 9 min 55 s 38  | Rosemary Yomakato Bahreïn       | 10 min 15 s 31 | Hajar Sokhal Algérie        | 11 min 7 s 61  |
| 100 mètres haies          | Lina Amrou Gaber Égypte            | 14 s 15        | Dahiah Haddar Algérie           | 14 s 50        | Hamida Zitouna Algérie      | 14 s 78        |
| 400 mètres haies          | Dahieh Haddar Algérie              | 59 s 16        | Noureen Hassan Mahmoud Égypte   | 1 min 2 s 78   | Hadir Rahim Iraq            | 1 min 7 s 57   |
| Saut en hauteur           | Reham Hamdy Kamal Égypte           | 1,70 m         | Yousra Arar Algérie             | 1,63 m         | Yara Ashraf Adly Égypte     | 1,60 m         |
| Saut à la perche          | Maryam Yasser Mohamed Égypte       | 3,00 m         | Sherine Sharif Mahmoud Égypte   | 2,60 m         | Zahra Jamal Sakran Iraq     | 2,60 m         |
| Saut en longueur          | Esraa Mohamed Samir Égypte         | 5,86 m         | Salma Gamal Ahmed Égypte        | 5,45 m         | Lidia Sahraoui Algérie      | 5,39 m         |
| Triple saut               | Esraa Mohamed Samir Égypte         | 12,26 m        | Salma Gamal Ahmed Égypte        | 11,93 m        | Shahd Kassem Iraq           | 10,90 m        |
| Lancer du poids (4 kg)    | Hebat-Allah Mustafa Mohamed Égypte | 14,74 m        | Nora Salem Jassem Bahreïn       | 13,94 m        | Amira Khalid Mahmoud Égypte | 12,54 m        |
| Lancer du disque (1 kg)   | Amira Khalid Mahmoud Égypte        | 44,81 m        | Nora Salem Jassem Bahreïn       | 43,70 m        | Fatma Khalid El-Adly Égypte | 41,35 m        |
| Lancer du javelot (600 g) | Saba Bassem Essehili Égypte        | 45,37 m        | Salma Mohsen Shamseddine Égypte | 39,24 m        | Heba Al-Assimi Oman         | 33,32 m        |
| Lancer du marteau (4 kg)  | Esraa Mohamed Mustfa Égypte        | 59,46 m        | Nada Ayman Abu Alfutouh Égypte  | 54,40 m        | Safa Ahmed Shehab Iraq      | 36,49 m        |
| Heptathlon                | Houda Mohamed Atef Égypte          | 4421 pts       | Rawan Barouiz Bahader Égypte    | 3447 pts       | Heba Al-Assimi Oman         | 3258 pts       |
| 10 km marche              | Amira Zinhom Égypte                | 53 min 54 s 00 | May Ahmed Mohamed Égypte        | 58 min 9 s 60  | Sandy Karam Liban           | 59 min 2 s 21  |
| Relais 4 × 100 mètres     | Algérie                            | 48 s 29        | Égypte                          | 48 s 81        | Bahreïn                     | 49 s 86        |
| Relais 4×400 mètres       | Algérie                            | 3 min 52 s 97  | Égypte                          | 4 min 1 s 11   | Liban                       | 4 min 29 s 72  |

## Tableau des médailles
| Rang | Nation              | Or | Argent | Bronze | Total |
| ---- | ------------------- | -- | ------ | ------ | ----- |
| 1    | Égypte              | 17 | 19     | 11     | 47    |
| 2    | Bahreïn             | 14 | 10     | 4      | 28    |
| 3    | Algérie             | 3  | 8      | 8      | 19    |
| 4    | Arabie saoudite     | 3  | 1      | 2      | 6     |
| 5    | Iraq                | 2  | 2      | 10     | 14    |
| 6    | Djibouti            | 2  | 1      | 0      | 3     |
| 7    | Koweït              | 2  | 0      | 2      | 4     |
| 8    | Oman                | 1  | 0      | 4      | 5     |
| 9    | Soudan              | 0  | 2      | 0      | 2     |
| 10   | Libye               | 0  | 1      | 0      | 1     |
| 11   | Liban               | 0  | 0      | 2      | 2     |
| 12   | Yemen               | 0  | 0      | 1      | 1     |
| 13   | Émirats arabes unis | 0  | 0      | 0      | 0     |
| -    | Total               | 44 | 44     | 44     | 132   |